# Hôtel de la Galère
L'hôtel de la Galère est un ancien hôtel à Fontainebleau, en France. Le bâtiment est partiellement inscrit monuments historiques, depuis le 28 mai 1926. Cette inscription s'applique aux façades.

## Situation et accès
L'édifice est situé au 33 boulevard Magenta, dans le centre-ville de Fontainebleau, elle-même au sud-ouest du département de Seine-et-Marne.

## Structure

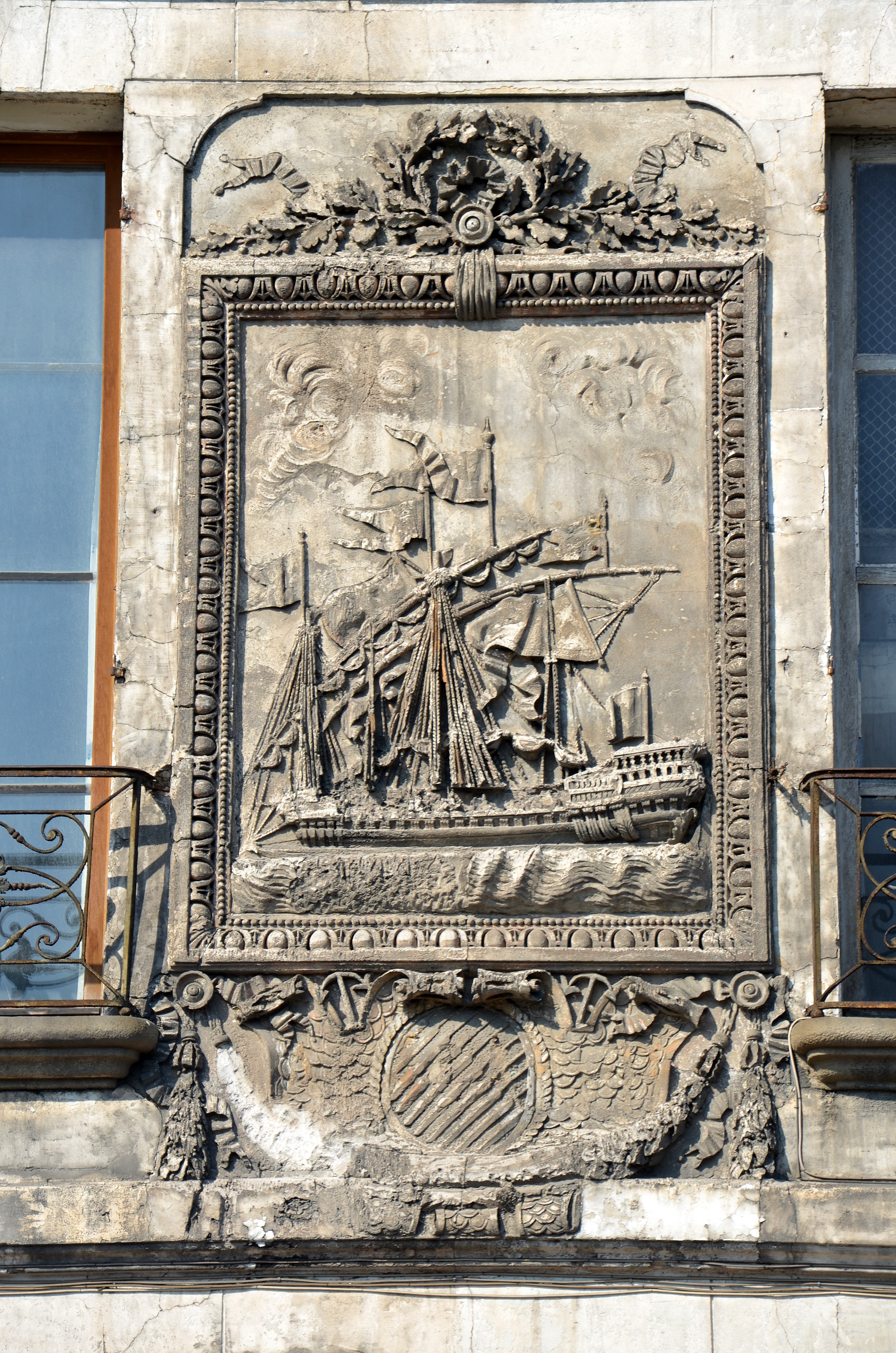
Bas-relief

Un bas-relief plastorne la façade. Les balcons contiennent un monogramme « B » de son ancien propriétaire.